# Little Child (canção de Mary Spiteri)
"Little Child" (tradução portuguesa "Criancinha"  foi a a canção que representou Malta no Festival Eurovisão da Canção 1992, interpretada em inglês por Mary Spiteri. 
Foi a décima canção a ser interpretada na noite do festival, a seguir à canção cipriota "Teriazoume" e antes da canção islandesa "Nei Eða Já", interpretada pelo duo Heart 2 Heart. A canção maltesa terminou num honroso 3.º lugar (entre 23 países participantes) e recebeu um total de 123 pontos. 

## Autores
- Letrista: Raymond Mahoney
- Compositor: Georgina Abela
- Orquestrador: Paul Abela

## Letra
A canção é uma balada que Spiteri envia a uma "criancinha" e informa-a que se irá tornar velha e cínica e diz-lhe que isso resultado de se tornar progressivamente mais velha. Contudo, nem tudo está perdido, a inocência das crianças faz Spiteri ver o mundo de uma maneira mais positiva. 

## Versões
Spiteri gravou também esta canção em maltês, intitulada "Tfajjel Ċkejken".